# Bohuslavice, Opava
Bohuslavice là một làng thuộc huyện Opava, vùng Moravskoslezský, Cộng hòa Séc.